# Ken Batcher
Ken Batcher é um engenheiro estadunidense.